# Чийо
Чийо е измислена героиня от японската аниме/манга Наруто: Ураганни Хроники, създадена от Масаши Кишимото. Тя е специалист по отрови и кукли на Селото скрито в Пясъка и е кукловод. През Третата Секретна Нинджа Война, Чийо използвала уменията си с отрови да зарази и ликвидира много врагове, повечето от които са излекувани от Цунаде. Заради това Чийо недоволства и изявява явна злоба към нея, често наричайки я „момичето-охлюв“.
След смъртта на родителите на Сасори, Чийо поема грижите над него, тъй като е негова баба. Поради незнайна причина тя споделя на Сасори как да използва техниките с кукли. Тогава Сасори създава първите си кукли, приличащи на родителите му, искайки да изпита любов към куклите, които е създал. Чийо търси джутсу което да даде живот на тези кукли, за да му помогне. Преди да използва тази способност за Сасори, той напуска селото, оставяйки Чийо единствено с желанието да види внука си отново. 20 години по-късно тя разбира, че Сасори се е присъединил към Акатски в битката за живота на Петия Казекаге на Селото скрито в Пясъка – Гаара. След като се разбира, че Гаара е мъртъв тя дава живота си, за да го съживи и умира като един от най-великите герои на селото.